# Cajeteros de Celaya
Los Cajeteros de Celaya es un equipo de béisbol mexicano que compite en la Liga Invernal Mexicana con sede en la ciudad de Celaya, Guanajuato, México.

## Historia
Cajeteros de Celaya iniciaron en la Liga Central Mexicana de Beisbol en los años 1960-1961 y 1975. Los Cajeteros debutaron en la Liga Invernal Mexicana en la Temporada 2015-2016, y son sucursal de los equipos Acereros del Norte y Pericos de Puebla que participan en la Liga Mexicana de Béisbol.

## Jugadores

### Roster actual
Actualizado al 7 de diciembre de 2015.
"Temporada 2015-2016"
| Lanzadores: - 1 Salvador Hernández - 8 Iván Rivera - 9 Jesús Huerta - 12 Rogelio Martínez - 13 Luis de Luna - 15 Rogelio Bernal - 19 Misael Gómez - 25 Eduardo Domínguez - 28 Alexis Barragán - 31 Jaime Lugo - 33 Carlos Zúñiga - 35 Misael Verduzco - 60 Mario Zapari Receptores: - 2 Juan Carlos García - 14 Jibran Castro - 17 Bryan Valencia |  | Jugadores de Cuadro: - 20 Anzurio Hernández - 22 Manuel Mancilla - 23 Evaristo Mena - 29 Javier Mireles - 44 Iván Jiménez Jardineros: - 3 Francisco Ferreiro - 4 Frankie Salas - 7 Daniel Cornejo - 10 Christian Zazueta - 11 Juan Macías - 22 Mario Villavicencio - 34 Fabricio Macías - 42 Pedro Escázaga Mánager: 62 Víctor Hugo Monroy |

### Jugadores destacados
Por definir.